# Jacques Maritain
Jacques Maritain (18 de novembro de 1882 em Paris  – 28 de abril de 1973 em Toulouse) foi um filósofo francês de orientação católica (tomista). As obras deste filósofo influenciaram o conceito de Democracia cristã.
Escreveu mais de sessenta obras e é considerado por alguns como um dos pilares da renovação do pensamento tomista no século XX; por outros como inspirador ideológico das democracias cristãs na América Latina. Em 1970 pediu admissão na Fraternidade dos Pequenos Irmãos de Jesus (Petits Frères de Jésus) em Toulouse. Foi enterrado com sua esposa Raissa em Kolbsheim.

## Biografia
Nasceu em Paris em 1882, num ambiente familiar republicano e antiliberal. Seus pais, Paul Maritain e Geneviève Favre, não o quiseram batizar. Fez os estudos secundários no famoso Lycée Henri-IV e, mais tarde, estudou Filosofia na Sorbonne (1905), onde prevalecia uma orientação positivista e ateia. Fez dois anos de estudos de biologia (1906 – 1908) em Heidelberg, com Hans Driesch. Lá conhece o poeta Charles Péguy e Raisa Oumansoff, uma imigrante judia cheia de intensa inquietude pela verdade, com a qual contrai matrimônio civil em 1904 em Berlim.
Maritain não encontrou no cientificismo da Sorbonne as respostas para as suas inquietudes existenciais, o que o fez sintonizar com Raissa. Ambos decidem se suicidar. Porém, seguindo o conselho do seu comum amigo Peguy, ambos seguem cursos com Henri Bergson, e apreendem dele o "sentido do absoluto", que será incorporado na peculiar metafísica "maritainiana". Mas tarde conhece Leon Bloy, que o aproxima da Igreja Católica a ponto de converter o casal ao catolicismo e se tornar seu padrinho de batismo.
Posteriormente Raissa adoeceu. Seu conselheiro espiritual, o monge dominicano Humbert Clérissac, desperta seu entusiasmo pela obra de São Tomás, entusiasmo que ela transmitirá a seu marido Jaques Maritain (como antes tinha feito pelo pensamento de Leon Bloy).
Ao estudar São Tomás, ambos pensam ter encontrado a confirmação de suas ideias. Graças a este encontro com o tomismo, Maritain se afasta de Bergson, começa a criticá-lo e a considerá-lo como um “veneno” incompatível com o catolicismo, ideias que registra em La Philosophie bergsonienne, de 1914.
Depois de estudar a São Tomás, ele passa a Aristóteles. Em 1912, Maritain começou a ensinar no Colégio Stanislas, e depois no Institut Catholique de Paris. 
Em 1917 ele é convidado por alguns bispos franceses a escrever para universidades católicas e seminários (Elementos de Filosofia, 1920). 
Em 1933 ele se torna o professor do Pontifício Instituto de Estudos Medievais da Universidade de Toronto. Ele também ensina nas Universidades de Columbia, Princeton e Chicago.
Graças a sua influência, ele teve contato com os círculos internos da Ação Francesa e participou da fundação da Revue universelle. Mas Maritain termina rejeitando as teorias modernistas e a democracia-liberal, no seu livro, Antimoderne, de 1922.
Ao tentar defender a referida Ação Francesa, entra em contato com Emmanuel Mounier e o seu personalismo. Vê-se forçado a aprofundar os seus conhecimentos no pensamento político e social que manifesta, em 1936, com Humanisme intégral - Problèmes temporels et spirituels d'une nouvelle chrétienté.
Continua, porém, muito crítico ao partido Democrata Cristão, preferindo a criação de um movimento democrata-cristão que transcendesse os três partido católicos. 
Seu pensamento teve certa repercussão na América Latina, onde o "maritanismo" foi importante para as democracias-cristãs. Entre os autores influenciados por suas ideias estão Gabriela Mistral, Victoria Ocampo, Esther de Cárceres, Alceu Amoroso Lima, Gustavo Corção e Mário de Andrade. 
Durante a Segunda Guerra, Maritain permaneceu nos EUA e opôs-se ao regime de Vichy. De 1945 a 1948, foi embaixador da França no Vaticano.
A partir de 1961, Jaques Maritain viveu com os "Pequenos Irmãos de Jesus" em Toulouse, onde morreu em 1973, tendo sido enterrado ao lado de sua esposa, Raissa, em Kolbsheim.

## Trabalho
O fundamento do pensamento de Maritain é Aristóteles, Aquino e os comentaristas tomistas, especialmente João de São Tomé. Ele é eclético no uso dessas fontes. A filosofia de Maritain é baseada em evidências acumuladas pelos sentidos e adquiridas pela compreensão dos primeiros princípios. Maritain defendia a filosofia como ciência contra aqueles que a degradariam e promovia a filosofia como a "rainha das ciências".
Em 1910, Jacques Maritain completou sua primeira contribuição à filosofia moderna, um artigo de 28 páginas intitulado "Razão e Ciência Moderna" publicado na Revue de Philosophie (edição de junho). Nele, advertia que a ciência estava se tornando uma divindade, sua metodologia usurpando o papel da razão e da filosofia, suplantando as humanidades.
 

Em 1917, um comitê de bispos franceses encomendou a Jacques a escrita de uma série de livros didáticos para serem usados em colégios e seminários católicos. Ele escreveu e completou apenas um desses projetos, intitulado Elements de Philosophie (Introdução da Filosofia) em 1920. Tem sido um texto padrão desde então em muitos seminários católicos. Ele escreveu em sua introdução:
Se a filosofia de Aristóteles, tal como revivida e enriquecida por Tomás de Aquino e sua escola, pode ser justamente chamada de filosofia cristã, tanto porque a igreja nunca se cansa de apresentá-la como a única filosofia verdadeira quanto porque se harmoniza perfeitamente com as verdades da fé, no entanto, ela é proposta aqui para a aceitação do leitor não porque seja cristã, mas porque é comprovadamente verdade. Este acordo entre um sistema filosófico fundado por um pagão e os dogmas da revelação é, sem dúvida, um sinal externo, uma garantia extra-filosófica da sua verdade; mas de sua própria evidência racional, deriva sua autoridade como filosofia.
Durante a Segunda Guerra Mundial, Jacques Maritain protestou contra as políticas do governo de Vichy enquanto lecionava no Pontifício Instituto de Estudos Medievais, no Canadá. "Mudando-se para Nova York, Maritain se envolveu profundamente em atividades de resgate, buscando trazer acadêmicos perseguidos e ameaçados, muitos deles judeus, para os Estados Unidos. Ele foi fundamental na fundação da École Libre des Hautes Études, uma espécie de universidade no exílio que era, ao mesmo tempo, o centro da resistência gaullista nos Estados Unidos". Após a guerra, em uma audiência papal em 16 de julho de 1946, ele tentou, sem sucesso, que o papa Pio XII denunciasse oficialmente o antissemitismo.
Muitos de seus trabalhos americanos são mantidos pela Universidade de Notre Dame, que estabeleceu o Centro Jacques Maritain em 1957. O Cercle d'Etudes Jacques & Raïssa Maritain é uma associação fundada pelo próprio filósofo em 1962 em Kolbsheim (perto de Estrasburgo, França), onde o casal também está enterrado. O objetivo desses centros é incentivar o estudo e a pesquisa dos pensamentos de Maritain, e expandi-los. Também é absorvido na tradução e edição de seus escritos.

## Obras publicadas
- A filosofia bergsoniana (La philosophie bergsonienne, 1913).
- Arte e escolástica (Art et scholastique, 1920).
- Elementos de filosofia (Eléments de philosophie). I – Introdução geral à filosofia (Introduction génerale a la philosophie, 1921). II – A ordem dos conceitos, pequena lógica (L'ordre des concepts, Petite logique, 1923).
- Antimoderne, 1922.
- Reflexões sobre a inteligência e a vida própria (Réflexions sur l'intelligence et sur sa vie propre, 1924).
- Da vida de oração (De la vie d'oraison, 1914).
- Três reformadores (Trois reformateurs, 1925).
- Prioridade do espiritual (Primauté du spirituel, 1927).
- O Doutor Angélico (Le docteur Angélique, 1929).
- Religião e cultura (Religion et culture, 1930).
- Distinguir para unir, ou os graus do saber (Distinguer pour unir ou Les degrés du savoir, 1932).
- Da filosofia cristã (De la philosophie chrétienne, 1933).
- Sete lições sobre o ser (Sept leçons sur l'être, 1934).
- Fronteiras da poesia (Frontières de la poésie, 1935).
- A filosofia da natureza (La philosophie de la nature, essai critique sur ses frontières et son objet, 1935.
- Humanismo integral (Humanisme intégral, 1936).
- Situação da poesia (Situation de la poésie, 1938), com Raissa.
- Questões de consciência (Questions de conscience, 1938).
- Quatro ensaios sobre o espírito na sua condição carnal (Quatre essais sur l'esprit dans sa condition charnelle, 1939).
- Através do desastre (Atravers du désastre, 1941).
- O crepúsculo da civilização (Le crépuscule de la civilization, 1941).
- Confissão de fé (Confession du foi, 1941).
- Os direitos do homem e a lei natural (Les droits de l'homme et la loi naturelle, 1942).
- A filosofia moral – Exame histórico e crítico dos grandes sistemas.